# Bancroft-Verträge

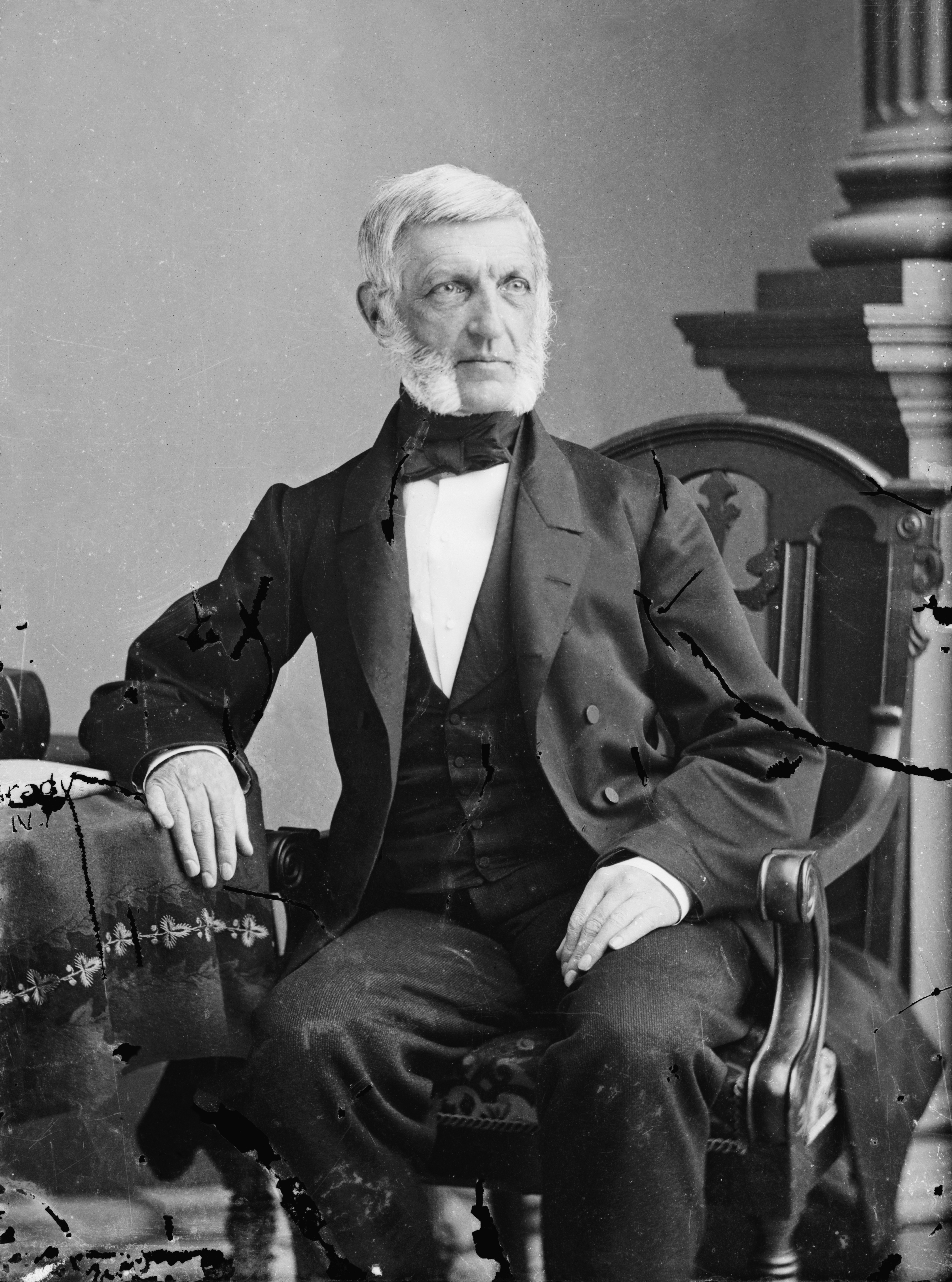
Namensstifter der Verträge: George Bancroft, US-Gesandter beim Norddeutschen Bund, später beim Deutschen Reich, in Berlin.

Die Bancroft-Verträge (englisch Bancroft Treaties oder auch Bancroft Conventions) waren völkerrechtliche Übereinkünfte, die im späten 19. und frühen 20. Jahrhundert zwischen den Vereinigten Staaten von Amerika und europäischen und amerikanischen Staaten geschlossen wurden. Sie bestimmten, dass die von einem Staat eingebürgerte Person nach fünfjährigem Aufenthalt im Staat der neuen Staatsangehörigkeit von dem Herkunftsstaat nicht mehr als eigener Staatsangehöriger betrachtet werden durfte. Zugleich sahen die Verträge vor, dass eingebürgerte Personen, die dauerhaft in ihr Herkunftsland zurückkehrten, sich auf die neue Staatsangehörigkeit nicht mehr berufen konnten. 
Die Bancroft-Verträge waren die ersten internationalen Abkommen, die nachteiligen Wirkungen von Mehrstaatigkeit zu begrenzen. Trotz der formalen Reziprozität der Verträge waren nahezu ausschließlich Einwanderer in die Vereinigten Staaten betroffen, die aus Europa stammten und nach Einbürgerung in den US-Staatsverband kurzzeitig oder dauerhaft in ihr Heimatland zurückkehrten.

## Ausgangslage
Zwischen 1820 und 1920 wanderten neben Briten, Iren und anderen Nationen über sechs Millionen Deutsche nach Amerika aus. Allein um 1850 kamen fast eine Million Deutsche in die Vereinigten Staaten, darunter Tausende von politischen Flüchtlingen als Folge der 1848er-Revolutionen in Europa. Viele Einwanderer wurden in den amerikanischen Staatsverband eingebürgert, verloren dadurch aber regelmäßig nicht ihre ursprüngliche Staatsangehörigkeit.

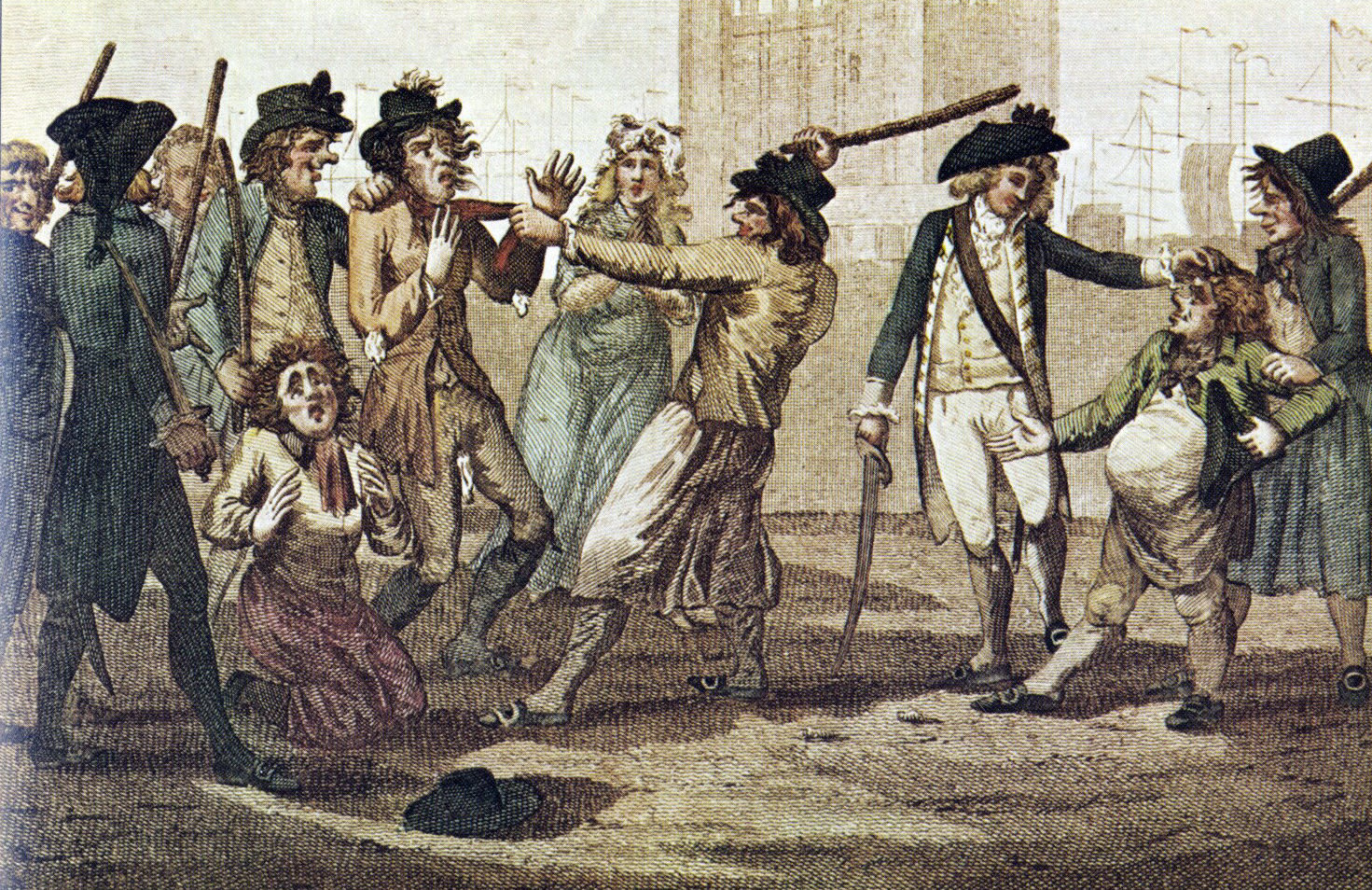
„Schanghaien“ oder „Pressen“ von Seeleuten,, Karikatur um 1780

Denn zu dieser Zeit herrschte in der Völkergemeinschaft der Grundsatz vor, dass auch die längere Abwesenheit vom Heimatland oder gar die erfolgte Einbürgerung durch das Land der Einwanderung die bisherige Staatsangehörigkeit nicht erlöschen ließ. Im britischen Recht galt das Prinzip der ewigen Treue (Perpetual Allegiance) zum Souverän, und nur der König konnte seine Untertanen aus der Staatsangehörigkeit entlassen. Man ging davon aus, dass King George mit dem britisch-amerikanischen Friedensvertrag von 1783, der den amerikanischen Unabhängigkeitskrieg beendete, dem Verlust der Untertanenschaft seiner rebellierenden Kolonisten zustimmte. In dem Friedensvertrag sah der König aber keine automatische Erlaubnis für spätere Einwanderer, ihre Zugehörigkeit zum Vereinigten Königreich aufzugeben. Die Marine seiner Majestät stoppte auf der Suche nach Personal während der napoleonischen Kriege amerikanische Schiffe und rekrutierte Matrosen zwangsweise in den königlichen Dienst mit der Begründung, King George habe ihrer Einbürgerung nie zugestimmt. Im englischen Recht galt der Grundsatz „dass niemand eigenmächtig aus dem Unterthanenverbande, dem er einmal angehört, sich losreißen kann (once a subject always a subject)“. Die britischen Maßnahmen trugen dazu bei, 1812 den Zweiten Unabhängigkeitskrieg auszulösen.
Kurz nach dem amerikanischen Bürgerkrieg flammte die Kontroverse erneut auf, als sich eine Handvoll eingebürgerter Amerikaner 1866 der Fenian-Bewegung angeschlossen hatte, um durch Überfälle auf die britischen Kolonien in Kanada für die irische Unabhängigkeit zu kämpfen. Die Amerikaner wurden festgenommen und vor Gericht gestellt, wobei sie englischen Verfahren und Strafen unterworfen wurden, die eigentlich nur für britische Untertanen galten, nicht aber für Ausländer, als die sie sich selbst betrachteten. Die öffentliche Meinung auf amerikanischer Seite über diese Behandlung war erbost. Großbritannien antwortete auf die diplomatischen Proteste der Amerikaner, indem es ihnen die Urteile von US-Bundesgerichten vorhielt, in denen weiterhin davon ausgegangen wurde, dass ein Souverän einem Wechsel der Staatsbürgerschaft zustimmen müsse.
Der amerikanische Kongress nahm dies zum Anlass, der innerstaatlichen Anwendung von Völkergewohnheitsrecht ein Ende zu setzen und verabschiedete den Expatriation Act (Auswanderungsgesetz) von 1868, in dem erklärt wurde, dass „das Recht auf Auswanderung ein natürliches und angeborenes Recht aller Menschen ist, das für den Genuss der Rechte auf Leben, Freiheit und das Streben nach Glück unerlässlich ist.“ Der Kongress erklärte weiter, dass jede Handlung eines US-Offiziers, „die das Recht auf Ausbürgerung leugnet, einschränkt, beeinträchtigt oder in Frage stellt, hiermit als unvereinbar mit den Grundprinzipien dieser Regierung erklärt wird.“ Das Gesetz verpflichtete den US-Präsidenten auch dazu, Maßnahmen zu ergreifen, die jedoch nicht zu Kriegshandlungen führen durften, wenn ein Bürger von einem ausländischen Souverän „ungerechtfertigterweise seiner Freiheit beraubt“ wurde.
Hinsichtlich einer Einbürgerung galt und gilt völkerrechtlich bis heute, dass eine vorherige Entlassung aus der bisherigen Staatsangehörigkeit nicht erforderlich ist. Es gibt auch keine Norm des allgemeinen Völkerrechts, die dem Aufenthaltsstaat irgendwelche Rücksichtnahmen auf den Staat der bisherigen Staatsangehörigkeit bei der Einbürgerung auferlegte.

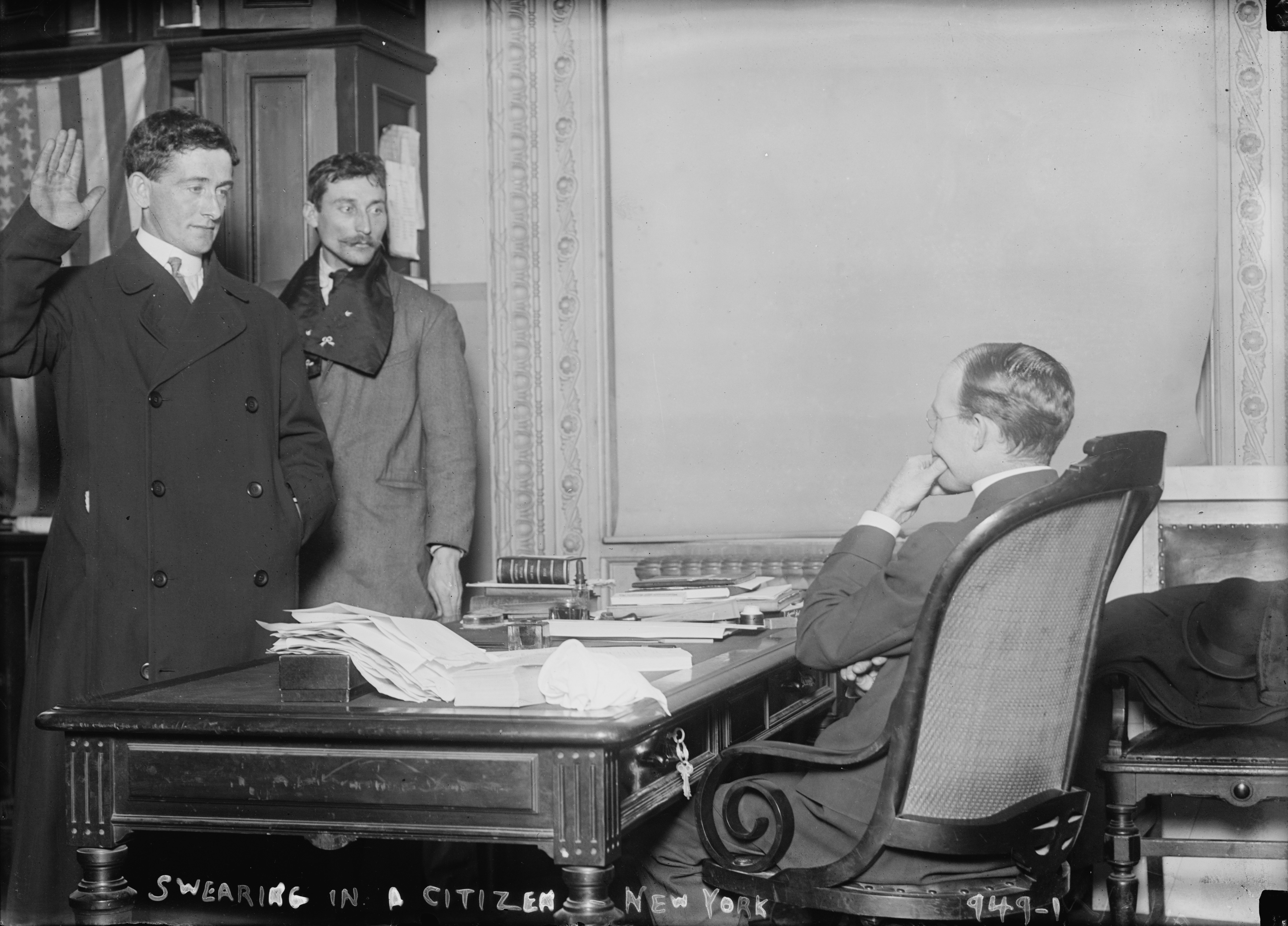
Eidesleistung anlässlich einer Einbürgerung in New York im Jahre 1910

Amerikanischen Einbürgerungsbewerbern verlangten die USA seit 1795 lediglich den Eid ab,
dass ich jedem ausländischen Fürsten, Potentaten, Staat oder jeder Souveränität, dessen/deren Untertan oder Bürger ich bisher war, absolut und vollständig abschwöre und ihm/ihr alle Treue und Loyalität verweigere...
Den Staat der bisherigen Staatsangehörigkeit interessierte dieser Vorgang aber nicht. Die Rechtsordnungen der Heimatstaaten kannten keinen Verzicht auf die bisherige Staatszugehörigkeit durch einseitige Erklärung des Untertans oder Bürgers. Die bisherige Staatsangehörigkeit bestand für den Eingebürgerten vielmehr fort und löste vor allem bei der Militärpflicht immer wieder Konflikte aus. Keiner der betroffenen Staaten wollte einen Staatsangehörigen aus seiner Loyalität entlassen und damit einen potenziellen Soldaten verlieren.
Großbritannien war nicht das einzige Land, eingebürgerte US-Bürger bei vorübergehenden Besuchen in ihrem Heimatland zum Militärdienst einzuziehen. In den 1860er Jahren versuchten auch Frankreich, Preußen und skandinavische Staaten Auswanderer, die US-Bürger geworden waren, zu rekrutieren, wenn sie für kurze Besuche in ihr Heimatland zurückkehrten.
Der Expatriation Act von 1868 beauftragte die US-Regierung, für den Standpunkt der Vereinigten Staaten auch international zu werben und ein neues völkerrechtliches Prinzip einzuführen,
welches bei dem gesteigerten Verkehr über die ganze Erde wirklich eine Nothwendigkeit ist – das Princip, dass, wenn ein Angehöriger des einen Staates gesetzmässig Angehöriger eines andern Staates wird, er damit seiner Rechte und seiner Pflichten ledig wird...
Mit dem Vertrag mit dem Norddeutschen Bund erzielten die Vereinigten Staaten im Februar 1868 einen ersten diplomatischen Erfolg. Der Vertrag, ebenso wie die Folgeverträge ähnlichen Inhalts mit den süddeutschen Staaten im Mai, Juli und August 1868 regelte jedoch nur Teilaspekte der Gesamtproblematik, ließ viele juristische Fragen unbeantwortet und erwies sich im 20. Jahrhundert als mit der Verfassung der Vereinigten Staaten unvereinbar.

## Namensherkunft und Zweck der Verträge

Durch den Vertrag mit dem Norddeutschen Bund waren bereits große Teile Deutschlands (in rot) erfasst. Die weiteren Verträge mit Baden, Bayern, Hessen und Württemberg (in orange) deckten 1868 das restliche Deutschland ab. Elsass-Lothringen gehörte 1868 noch nicht zu Deutschland.

Namensstiftend für die Verträge war der Historiker, Politiker und Diplomat George Bancroft (1800–1891), der von 1867 bis 1874 Gesandter der USA in Berlin war. Er war beauftragt, das Abkommen mit dem Norddeutschen Bund auszuhandeln, das er, ebenso wie kurz darauf auch die von ihm ausgehandelten gleichartigen Verträge mit dem Königreich Bayern, dem Großherzogtum Baden, dem Königreich Württemberg und dem Großherzogtum Hessen unterzeichnete.
Der Zweck der Verträge lag in erster Linie darin, eingebürgerte US-Bürger dem Einfluss ihres Herkunftsstaates zu entziehen. Die Verträge gaben kein Recht auf Einbürgerung in den US-Staatsverband, sondern setzten diese voraus. Nach Einbürgerung und fünfjährigem Aufenthalt in den USA sollten die Auswanderer von dem Herkunftsstaat ausschließlich als Bürger der USA behandelt werden. Damit standen sie dem Militärdienst ihres Heimatstaates nicht mehr zur Verfügung. Wenn sie allerdings endgültig in ihr Herkunftsland zurückkehrten, sollte dies als Verzicht auf die US-Staatsbürgerschaft gewertet werden.
Von 1868 bis 1937 schlossen die Vereinigten Staaten insgesamt 25 solcher Bancroft-Verträge und banden über das auf der panamerikanischen Konferenz im Jahre 1906 geschlossene inhaltsgleiche Übereinkommen 17 lateinamerikanische Staaten, von denen sie mit acht Staaten zuvor oder danach zusätzlich zweiseitige Verträge geschlossen hatten oder noch schlossen, mithin insgesamt 34 Staaten. Darunter befanden sich zwei Staatenbünde (Schwedisch-Norwegische Union, Österreich-Ungarn) und ein sich später teilender Staat (Tschechoslowakei), sodass von insgesamt 37 gebundenen Staaten ausgegangen werden kann.
Ein weiteres 1874 mit dem Osmanischen Reich ausgehandeltes Abkommen wurde nicht ratifiziert.

## Inhalt der Verträge

Art. 1, 2 und 4 des Bancroft-Vertrags der USA mit dem Norddeutschen Bund vom 22. Februar 1868

Der Umfang eines Vertrags war meist knapp und bestand nur aus wenigen Artikeln. Ein typischer Bancroft-Vertrag hatte drei Hauptregelungen:
- Die erste Bestimmung (z. B. Art. 1 des Vertrags mit dem Norddeutschen Bund) legte fest, dass eingebürgerte Personen, die fünf Jahre ununterbrochen im Land der Einbürgerung lebten, von dem Herkunftsland nur noch als Staatsangehörige des Lands der Einbürgerung behandelt werden sollten. Die Verträge forderten einen mindestens fünfjährigen ununterbrochenen Aufenthalt, der auch innerstaatlich für die Verleihung der US-Staatsbürgerschaft grundsätzlich erforderlich war. Während des Sezessionskriegs wurde im Juli 1862 jedoch ein Gesetz erlassen, wonach ein Fremder schon nach einjährigem Aufenthalt amerikanischer Bürger werden konnte, wenn er in die Armee eintrat und aus dieser ehrenvoll entlassen wurde.[21] Auch die dreijährige Tätigkeit auf einem amerikanischen Handelsschiff genügte für eine vorzeitige Einbürgerung.[22] Überdies war die Praxis der amerikanischen Einwanderungsbehörden bezüglich der Voraufenthaltszeit eher lax und unterlag keiner aufsichtlichen Kontrolle, sodass die Fälle der vor Erreichen der fünfjährigen Aufenthaltsdauer einbürgerten Deutschen keineswegs selten waren.[23] Mit dem Fünfjahreserfordernis war von einer ausreichenden Abwendung vom Heimatland auszugehen, die es rechtfertigte, die rechtlichen Bindungen zum Herkunftsstaat zu lösen.[24]

- Die zweite Bestimmung (z. B. Art. 2 des Vertrags mit dem Norddeutschen Bund) legte fest, dass ein eingebürgerter Staatsangehöriger im Falle einer Rückkehr in sein Herkunftsland wegen vor seiner Auswanderung begangener Straftaten von seinem Heimatland strafrechtlich verfolgt werden durfte, sofern keine Verjährung eingetreten war. Diese Bestimmung betraf vor allem die strafrechtliche Verantwortlichkeit von Wehrpflichtigen, die sich der anstehenden Einberufung zum Militär durch Auswanderung in die USA entzogen. Es kam die Frage auf, ob der Auswanderungsvorgang selbst (als Entzug von der seit Geburt bestehenden Militärpflicht, nicht der Wehrpflicht) auch darunter fällt. In mehreren Protokollerklärungen zum bayerischen, hessischen und württembergischen Vertrag wurde klargestellt, dass nur Handlungen erfasst werden sollten, die in direkter zeitlicher Nähe zur Konskription oder im Desertieren von der Militäreinheit des bereits dienenden Soldaten standen, nicht hingegen die allgemein bestehende Militärpflicht, die infolge der Auswanderung nicht mehr erfüllt werden konnte. Kinder, die sich nicht im Wehrpflichtalter befanden und mit ihren Eltern auswanderten, hatten somit eine Bestrafung wegen Wehrdienstentzugs bei einer Rückkehr nicht zu befürchten.[25]

- Die dritte Bestimmung (z. B. Art. 4 des Vertrags mit dem Norddeutschen Bund) sah vor, dass eingebürgerte Personen, die in ihr Herkunftsland zurückkehrten, ohne die Absicht einer Rückkehr in das Land ihrer Einbürgerung zu haben, von den Vertragsparteien so behandelt wurden, als hätten sie auf ihre neue Staatsangehörigkeit verzichtet. Die Verzichtsfiktion konnte dabei angenommen werden, wenn sich der Eingebürgerte wieder mehr als zwei Jahre in seinem Heimatland aufgehalten hatte. Hintergrund für diese Regelung war, dass nicht alle Auswanderer in der neuen Welt ihr Auskommen fanden. Viele Neuankömmlinge kamen von vornherein nur für vorübergehende Zwecke nach Amerika, als Abenteurer, um schnell reich zu werden, um dem Wehrdienst oder einer Strafe in ihrem Heimatland zu entgehen.[26] Viele kehrten nach Verwirklichung ihres Zwecks oder wegen der Unmöglichkeit, ihn zu realisieren, oder aus sonstigen Gründen in ihre alte Heimat zurück.[26] Es gab auch eingebürgerte Deutsche, die sich ihren amerikanischen Dienstpflichten durch Rückkehr in die Heimat entzogen und, dort angekommen, den Schutz ihrer US-Staatsangehörigkeit in Anspruch nahmen, um sich ihrer heimischen Militärpflicht zu entziehen.[27] Die Zahl der dauerhaft aus den USA zurückgekehrten Deutschen vor Januar 1858 betrug jährlich mindestens 10.000 Personen und hatte während des Sezessionskriegs wegen der Verteuerung der dortigen Lebenshaltungskosten noch zugenommen.[28]

## Probleme in der Praxis und Mängel der Verträge

### Berechnung des Fünfjahreszeitraums
Schon bald nach Abschluss des Vertrags mit dem Norddeutschen Bund kam die Frage auf, ob die fünfjährige Aufenthaltszeit erst ab dem Zeitpunkt der Einbürgerung zu berechnen war oder bereits mit der Ankunft in den USA. Man verständigte sich in der Protokollerklärung vom 12. Juni 1871 zum Vertrag mit dem Norddeutschen Bund darauf, dass sich der Fünfjahreszeitraum nicht an die Einbürgerung anschließen, sondern die Einbürgerung innerhalb des mindestens fünfjährigen Aufenthalts liegen müsse. Zu den Verträgen mit Bayern, Hessen und Württemberg ergingen schon 1868 klarstellende Protokollerklärungen gleichen Inhalts. Im badischen Vertrag von 1868 wurde diese Frage im selben Sinne bereits im Vertrag geklärt (Art. 1 Abs. 1 des badischen Vertrags).

### Behandlung von zuvor aus der Staatsangehörigkeit Entlassenen
In den Protokollerklärungen zum bayerischen und hessischen Vertrag wurde überdies klargestellt, dass auf eine fünfjährige Aufenthaltszeit zu verzichten sei, wenn der Betroffene zuvor aus der Staatsangehörigkeit seines Heimatlands förmlich entlassen worden war und danach die US-Staatsangehörigkeit erworben hatte. Hier lag kein Fall von Mehrstaatigkeit vor. Der Betroffene hatte nur noch die US-Staatsangehörigkeit. Diese Sichtweise war auch sonst in der Literatur anerkannt.

### Unterbrechungen des Aufenthalts von fünf Jahren
In mehreren Protokollerklärungen wurde festgehalten, dass der fünfjährige Aufenthalt durch momentanes Verlassen des Landes oder eine Reise nicht unterbrochen wurde. In den Protokollen wurde von einem Aufenthalt „im juristischen, nicht im körperlichen Sinne“ gesprochen.

### Schicksal der bisherigen Staatsangehörigkeit
Die Verträge verpflichteten die Vertragsparteien, einen betroffenen Bürger – ungeachtet der tatsächlich bestehenden Staatsangehörigkeiten – fiktiv so zu behandeln, als besäße er nur eine einzige Staatsangehörigkeit. Die Verträge schwiegen aber zu der Frage, ob die andere Staatsangehörigkeit auch in der Sache erloschen war. Diese Frage konnte sich im Verhältnis zu anderen Staaten stellen, die durch den Vertrag nicht gebunden waren. Sie stellte sich aber erst recht nach einer eventuellen Rückkehr des Auswanderers in sein Heimatland: War der Rückkehrer noch Inländer? Hatte er daher ein Aufenthaltsrecht?
Die Meinungen dazu bei der Beratung des Staatsvertrags des Norddeutschen Bundes im Reichstag gingen auseinander. Nach Auffassung der Abgeordneten Dr. Schleiden trat nach Ablauf des zweijährigen Aufenthalts im Heimatland Staatenlosigkeit des Rückkehrers ein. Ähnlich resümierte der Abgeordnete Dr. Loewe. Der Vertreter des Bundesrats, Geheimer Legationsrat Dr. König – er hatte auch die Vertragsverhandlungen mit Bancroft geführt –, führte aus, diese Frage zu regeln, sei nicht Gegenstand des Vertrags gewesen, weil sie sich nach innerstaatlichem Recht bestimme. Demgegenüber führten der Abgeordnete Lasker als auch Bundeskanzler von Bismarck aus, während der Zeit, in der der Betroffene als US-Bürger zu behandeln sei, seien die Bürgerrechte und ‑pflichten seines Heimatlandes nur suspendiert und würden mit der freiwilligen Rückkehr und nach zweijährigem Aufenthalt wieder aufleben. Diese Auffassung fand jedoch in der Folgezeit keine Zustimmung.
Die Frage des Verlustes der bisherigen Staatsangehörigkeit richtete sich innerstaatlich nach den Gesetzen der Herkunftslandes, in Deutschland also nach den Gesetzen der einzelnen Bundesstaaten, die uneinheitlich waren. Erst mit § 21 Abs. 3 des Staatsangehörigkeitsgesetzes 1870 des Norddeutschen Bundes (StAG 1870), der 1871 Reichsrecht wurde, kam es im Reich zu einer einheitlichen Regelung: Fünf Jahre nach Auswanderung und Einbürgerung in die USA endete die Mehrstaatigkeit. Im Übrigen ging die Staatsangehörigkeit eines deutschen Bundesstaats 10 Jahre nach ununterbrochenem Aufenthalt im Ausland, ohne in die Matrikel eines deutschen Konsulats eingetragen gewesen zu sein, verloren (§ 21 Abs. 1 StAG 1870), was – wenn keine neue Staatsangehörigkeit erworben wurde – Staatenlosigkeit des Betroffenen zur Folge hatte.
Auch im umgekehrten Fall – Behandlung eines zurückgekehrten US-Bürgers, als hätte er auf seine Staatsangehörigkeit verzichtet – ließ der Wortlaut offen, ob die US-Staatsangehörigkeit auch tatsächlich erloschen war. Dies richtete sich allein nach amerikanischem Recht, das im Laufe der Jahre Wandlungen unterworfen war.
Die Protokollerklärungen zum bayerischen, hessischen und württembergischen Vertrag gingen außerdem davon aus, dass der Herkunftsstaat weder eine Verpflichtung zur Wiederaufnahme des Rückkehrers hatte, noch die bloße Rückkehr ins Heimatland zur automatischen Wiedererlangung der früheren Staatsangehörigkeit führte. Vielmehr hatte sich der Rückkehrer dem üblichen Einbürgerungsverfahren für Fremde zu unterziehen.
Bis dahin konnte ein US-Amerikaner keinesfalls damit rechnen, in seiner früheren Heimat wieder aufgenommen zu werden. Seit ca. 1878 ging Deutschland verstärkt mit Ausweisungen gegen Rückkehrer vor, u. a. mit der Begründung, der Ausgewiesene sei mala fides, also bösgläubig, und damit „lästig“. Aus der alsbaldigen Rückkehr nach vollendetem fünfjährigen USA-Aufenthalt nebst Naturalisation wurde zumeist geschlossen, der Betroffene sei nur ausgewandert, um sich seiner Wehrpflicht zu entziehen. Ein württembergischer Erlass von 1886 sah vor, dass jedem aus den USA zurückkehrenden Wehrpflichtigen – auch ohne Hinweis auf eine bestehende Wehrdienstentziehung – nur ein zeitlich begrenzter auf Wochen und Monate zu bestimmender Aufenthalt im Inland zu gestatten sei. Bei Personen, die „durch herausfordernde Haltung, durch Pochen auf ihre Ausnahmestellung oder sonst in irgend einer Beziehung sich unbequem oder lästig machen“ oder „offenbar lediglich in der Absicht, sich der Wehrpflicht zu entziehen, nach Amerika ausgewandert“ sind, sei die alsbaldige Ausweisung zu verfügen. Die Praxis der Ausweisung von US-Bürgern führte wiederholt zu Protesten der amerikanischen Seite.

### Fehlende Identität zwischen Herkunftsstaat und Staat der Wiederansiedlung
Die Rückwanderung aus den USA und der zweijährige Aufenthalt im Deutschen Reich führten zudem nur dann zur Verzichtsfiktion auf die US-Staatsangehörigkeit, wenn der Betroffene in seinen früheren Herkunftsstaat zurückkehrte. Zog er in einen anderen Staat (Beispiel: Herkunft aus Baden, Rückansiedelung in Württemberg), ging die US-Staatsangehörigkeit nicht verloren. Dasselbe galt, wenn er vor Ablauf von zwei Jahren in den Geltungsbereich des Vertrags einen anderen Bundesstaats übersiedelte. Den deutschen Behörden stand allerdings die Ausweisungsmöglichkeit zur Verfügung.

### Verzichtsfiktion auf die Staatsangehörigkeit nach Rückkehr ins Herkunftsland
Der Zweijahresraum war nur als Anhaltspunkt zu werten, ab wann der Schutz durch die US-Staatsangehörigkeit entfiel, da die Rückkehrabsicht als innerer Vorgang kaum beweisbar war. Stets war eine schwierige Einzelfallprüfung durchzuführen. Die bloße Erklärung eines Rückkehrers, er wolle US-Bürger bleiben, oder die erfolgte Verlängerung seines US-Passes wurden als nicht ausreichend für den Nachweis der Rückkehrabsicht angesehen.
Die Verzichtsfiktion nach zwei Jahren hat für viel Unruhe unter den Deutschamerikanern gesorgt, die ihre amerikanische Staatsangehörigkeit nach Rückkehr auf Dauer behalten wollten.

### Sonderfall Baden

Art. 4 des Staatsvertrags Baden – USA vom 19. Juli 1868

Auch der Vertrag der USA mit Baden ging nicht von einem Fortbestehen der badischen Staatsangehörigkeit oder einem Wiederaufleben nach Rückkehr des Auswanderers aus den USA aus. Art. 4 des Vertrags sah aber auch nicht die sonst übliche Verzichtsfiktion für die US-Staatsangehörigkeit zwei Jahre nach Wiederansiedelung in Baden vor. Vielmehr wurde für den Verlust der US-Staatsangehörigkeit die Einbürgerung des ehemaligen Badeners unter ausdrücklichem Verzicht auf seine US-Staatsangehörigkeit verlangt. Die Einbürgerung konnte jederzeit erfolgen; eine zweijährige Aufenthaltszeit des Rückkehrers in Baden war dazu nicht erforderlich. Die Regelung erschien der badischen Seite wegen der großen Zahl an Rückkehrern nach Baden wichtig. Wer sich nicht einbürgern ließ, blieb US-Amerikaner.
Baden setzte diese Abweichung von den sonstigen Verträgen durch, um eine Entsprechung zum (bis 1871 noch bestehenden) eigenen Staatsangehörigkeitsrecht zu erhalten, wonach die Einbürgerung in einen anderen Staatsverband zum Verlust der badischen Staatsangehörigkeit führte. Aus Amerika zurückkehrende ehemalige Badener sollten nicht schlechter behandelt werden als Rückkehrer aus anderen Staaten der Erde.

### Nicht-deutsche Verträge
Nicht-deutsche Bancroft-Verträge wichen von den deutschen Verträgen teilweise erheblich ab.

## Weiterentwicklung der Verträge nach Reichsgründung
Nach der Reichsgründung im Jahre 1871 schlugen die Vereinigten Staaten eine Revision der fünf Verträge vor und erklärten, dass die Ausdehnung der Bestimmungen des Vertrags mit dem Norddeutschen Bund auf die anderen deutschen Staaten nach Ansicht des US-Präsidenten der einfachste und beste Weg sei. Der Vorschlag wurde jedoch von Deutschland abgelehnt.

### Streitfall Elsass-Lothringen
Anlass für die von amerikanischer Seite gewünschte Überarbeitung waren auch die Konflikte, die mit rückkehrenden Elsass-Lothringern, die in den USA eingebürgert worden waren, vermehrt auftraten. Von Elsass-Lothringen ging seit langem „eine große und wertvolle Auswanderung in die Vereinigten Staaten aus“. Einen Bancroft-Vertrag für Elsass-Lothringen gab es aber nicht.

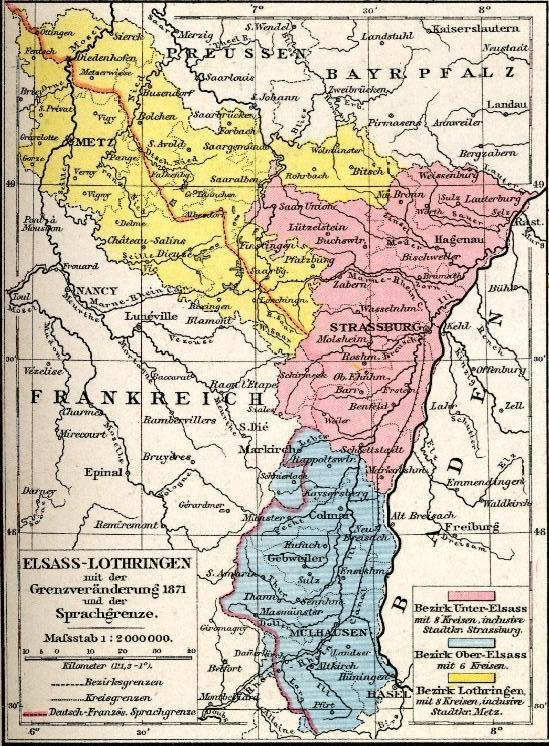
Elsass-Lothringen in den Grenzen von 1871

Elsass-Lothringen war erst nach Abschluss der fünf deutschen Bancroft-Verträge durch den Frieden von Frankfurt 1871 an das Deutsche Reich abgetreten worden. Es erhielt nicht den Status eines Bundesstaates, sondern wurde sog. deutsches Reichsland und direkt dem deutschen Kaiser unterstellt. Den Rang eines eigenständigen Gliedstaates, der zu den anderen deutschen Monarchien hätte hinzutreten können, konnte man ihm mangels Dynastie nicht geben. Einverleibungen in andere Monarchien (Bayern, Baden, Preußen) wurden angedacht, aber verworfen. Elsass-Lothringen wurde daher wie ein besetztes Gebiet behandelt, das zunächst „germanisiert“ werden musste und direkt vom Reich durch einen in Straßburg ansässigen Reichsstatthalter verwaltet wurde. Elsass-Lothringen hatte damit einen Sonderstatus im Reich und wurde auch in der Folgezeit kein Bundesstaat.
Die Bewohner Elsass-Lothringens waren bis 1871 französische Staatsangehörige und hatten nach der Abtretung an das Deutsche Reich die Möglichkeit, für die Beibehaltung ihrer französischen Staatsangehörigkeit zu optieren. Wer nicht optierte, wurde Deutscher und erhielt die „elsass-lothringische Landeszugehörigkeit“, deren rechtliche Grundlage zunächst umstritten war. Mit dem Reichsgesetz vom 8. Januar 1873 wurde das StAG 1870 zwar auch in Elsass-Lothringen eingeführt. Die Frage, ob Elsass-Lothringer eine besondere „Reichsangehörigkeit“ hatten oder über eine vom Sonderterritorium abgeleitete „landeseigene“ Staatsangehörigkeit verfügten, blieb indes weiter offen. § 2 Satz 1 des Reichs- und Staatsangehörigkeitsgesetzes (RuStAG) von 1913 beendete diese Unklarheit, indem es Elsass-Lothringen in Staatsangehörigkeitssachen einem Bundesstaat gleichstellte. Spätestens seitdem wurde von einer „elsass-lothringischen Staatsangehörigkeit“ gesprochen.
Eine unmittelbare Anwendbarkeit der fünf von den USA geschlossenen Verträge des Jahres 1868 auf Elsass-Lothringen kam nicht in Betracht, denn Vertragspartner der fünf Verträge waren nicht das Deutsche Reich, sondern die einzelnen Gliedstaaten, deren Verträge nach Reichsgründung mit ihren jeweiligen sächlichen und räumlichen Anwendungsbereichen regional begrenzt weitergalten. Eine Sukzession der Verträge durch das Deutsche Reich fand nicht statt. Da Elsass-Lothringen keinem der Territorien der fünf Vertragspartner angeschlossen wurde, war keiner der fünf Bancroft-Verträge auf Elsass-Lothringen anwendbar.
Das von Deutschland auch in Elsass-Lothringen angewandte StAG 1870 sah vor – darauf wies auch Moore hin –, dass die Staatsangehörigkeit nur durch Entlassung auf Antrag, durch Ausspruch der Behörde, durch einen zehnjährigen Aufenthalt im Ausland oder aufgrund eines Staatsvertrags nach fünfjährigem Aufenthalt mit Einbürgerung im Ausland verloren gehen konnte. Mangels Staatsvertrags in Bezug auf Elsass-Lothringen war de jure somit entweder ein 10-jähriger ununterbrochener Aufenthalt in den USA oder ein Antrag auf Entlassung erforderlich, der im Stattgabefalle zum sofortigen Verlust der elsass-lothringischen Staatsangehörigkeit führte.
In einer Depesche beklagte sich US-Außenminister Hamilton Fish gegenüber Bancroft über die Nicht-Anwendbarkeit der Verträge auf Elsass-Lothringen. Ein „neuer allgemeiner Vertrag für ganz Deutschland anstelle der verschiedenen widersprüchlichen Verträge sei wünschenswert und tatsächlich notwendig.“ Bancroft entgegnete – die Sach- und Rechtslage zutreffend darstellend –, dass die bestehenden Verträge den wahrscheinlich in den einzelnen Staaten des Reichs auftretenden Fällen ausreichend Rechnung trügen, insbesondere da die autonome Wahrung der Gesetzgebungs- und Verwaltungsrechte in jedem Staat die Lösung der in ihnen auftretenden Einbürgerungsfragen von der lex loci abhängig mache, die nicht auf einen gemeinsamen Standard im gesamten Reich reduzierbar sei. Brancrofts Vorschlag an Fish, eine vorübergehende Erklärung der Reichsregierung über die Anwendbarkeit des norddeutschen Vertrags auf Elsass und Lothringen zu erwirken, stieß bei diesem auf Ablehnung. Fish entgegnete: „In der Zwischenzeit ist es nicht ratsam, in Bezug auf Elsass und Lothringen halbe Sachen zu machen.“
Von 1873 bis ca. 1880 wurden die meisten „militärischen Fälle“, die eingebürgerte Elsass-Lothringer betrafen, auch ohne Erklärung der Reichsregierung pragmatisch in Übereinstimmung mit den Bestimmungen des Norddeutschen Vertrags geregelt, womit seine Anwendung stillschweigend anerkannt wurde.
Am 5. August 1880, nachdem auf deutscher Seite schon einige Zeit über die Kündigung der Verträge laut nachgedacht worden war, veränderte sich aber die deutsche Haltung. In einer Note an die amerikanische Gesandtschaft verschärfte das Auswärtige Amt den Ton und wies darauf hin, dass keiner der fünf Verträge auf Elsass-Lothringen Anwendung finde, da Elsass-Lothringen keinem der fünf Staaten angehöre. Dieser Betrachtung folgte auch die überwiegende Literatur in Deutschland.

### Weitergeltung der fünf Verträge nach Reichsgründung

Gesetz über die Erwerbung und den Verlust der Bundes- und Staatsangehörigkeit vom 1. Juni 1870 (BGBl. S. 355)

Mit der Reichsgründung änderten sich die Zuständigkeiten für das Staatsangehörigkeitsrecht. Zum einen ging die Sachbefugnis für die Regelung des Staatsangehörigkeitsrechts von den Einzelstaaten auf das Reich über. Das Deutsche Reich erhielt nach Art. 4 Nr. 1 der Reichsverfassung 1871 die Gesetzgebungs‑ und Verwaltungszuständigkeit für das Staatsangehörigkeitsrecht. Es hätte durch neues Reichsrecht das bestehende Vertragsrecht der Gliedstaaten – unbeschadet der Frage, welche Folgen sich daraus für das Verhältnis zwischen Deutschland und den USA ergaben – außer Kraft setzen oder ändern können (Art. 2 Satz 1 Reichsverfassung 1871), aber auch eine (einheitliche) deutsche Staatsangehörigkeit einführen können. Der Norddeutsche Bund und ihm 1871 das Reich folgend gingen mit dem StAG 1870 aber einen anderen Weg: Das StAG 1870 regelte reichseinheitlich lediglich die Erwerbs- und Verlusttatbestände für die Staatsangehörigkeit, bezog seine Regelungen aber auf die fortbestehenden Staatsangehörigkeiten der Bundesstaaten. Die Bundesangehörigkeit konnte nur mittelbar über die Staatsangehörigkeit eines Bundesstaats erworben werden. § 1 Abs. 1 StAG 1870 lautete:
§ 1. Die Bundesangehörigkeit wird durch die Staatsangehörigkeit in einem Bundesstaate erworben und erlischt mit deren Verlust.
Eine selbstständige Bundesangehörigkeit (später wurde von Reichsangehörigkeit gesprochen) führte das Gesetz nicht ein, und die Bancroft-Verträge ließ der Reichsgesetzgeber unangetastet. Die Unmöglichkeit einer selbstständig erworbenen Reichsangehörigkeit bestätigte das Reichsgericht mit Urteil vom 22. Februar 1928. Dort entschied es im Falle einer Elsass-Lothringerin, dass eine deutsche Reichsangehörigkeit, die nicht durch Zugehörigkeit zu einem Bundesstaat vermittelt werde, abgesehen von den gesetzlich vorgesehenen Ausnahmen der Schutzgebiete (Kolonien) nicht möglich sei. Elsass-Lothringer, die 1919 nach der Rückabtretung des Reichslandes an Frankreich nicht gemäß Art. 51 ff. des Versailler Vertrags die französische Staatsangehörigkeit erwarben, verloren deshalb ihre deutsche Reichsangehörigkeit und wurden staatenlos.
Die Vertretung des Reichs (und mittelbar seiner Bundesstaaten) dem Ausland gegenüber übernahm zum anderen ab Reichsgründung der Kaiser (Art. 11 Abs. 1 Satz 2 Reichsverfassung 1871), sodass die Berechtigung der Gliedstaaten erlosch, mit dem Ausland wegen ihrer staatsangehörigkeitsrechtlichen Anliegen in Verbindung zu treten. Das Reich war nun sowohl für die zuvor von den Gliedstaaten geschlossenen Verträge als auch für ihre Fortentwicklung zuständig und damit der alleinige Ansprechpartner der USA geworden.
Die USA unternahmen weiterhin Vorstöße zur Revision der Bancroft-Verträge. US-Außenminister Thomas F. Bayard verlangte 1887 erneut eine Ausdehnung der Verträge auf die aktuellen Reichsgrenzen. Am 28. Juni 1887 schrieb er an den US-Gesandten in Berlin, George H. Pendleton, die USA hätten nie die Anwendbarkeit aller von ihnen abgeschlossenen Verträge auf Gebiete bestritten, die sie nach dem Datum solcher Verträge erworben hätten. Unter der Annahme, dass annektierte Gebiete nicht an die zuvor mit ihnen geschlossenen Verträge gebunden seien, würde Kalifornien, das von den Vereinigten Staaten durch den Vertrag von Guadalupe Hidalgo von 1848 annektiert wurde, nicht den Bestimmungen des Handels- und Freundschaftsvertrags mit Preußen von 1828 unterliegen, und deutsche Kaufleute hätten somit in Kalifornien keinen Anspruch auf die vertraglich zugesicherten Vergünstigungen. Es sei schwer anzunehmen, dass Deutschland auf einer Auslegung bestehen würde, die es, soweit es die kalifornische Küste betreffe, der wertvollen Handelsrechte berauben würde, die ihm durch diesen Vertrag verliehen wurden; die Einseitigkeit einer solchen Auslegung offenbare ihre Unvereinbarkeit mit den Grundsätzen der Gerechtigkeit und des Völkerrechts. Für die geforderte automatische Ausdehnung auf die aktuellen Reichsgrenzen gab es keine Grundlage. Die USA hatten nämlich mit dem Deutschen Reich keinen Bancroft-Vertrag abgeschlossen, der auf sein annektiertes Gebiet hätte ausgedehnt werden können, und das Deutsche Reich musste keinen der fünf bestehenden Verträge, die Elsass-Lothringen zudem gar nicht betrafen, gegen sich (als Gesamtstaat) gelten lassen. Die Verträge galten weiterhin regional (zusammen aber reichsweit), jedoch ohne Elsass-Lothringen. 
Die deutsche Seite zeigte an einer Änderung der Vertragslage zudem wenig Interesse, denn schon die bestehenden Verträge begründeten für das Deutsche Reich bzw. die Einzelstaaten mehr Pflichten als Rechte und für die USA praktisch nur Rechte. In der Bevölkerung und bei den Abgeordneten des Reichstags fehlte jegliches Interesse, den naturalisierten Deutsch-Amerikanern eine gesicherte Rechtsstellung zu geben. Bereits bei der Beratung des Vertrags des Norddeutschen Bundes im Reichstag wurde darauf hingewiesen, dass die preußische Regierung es überhaupt nicht liebe, wenn ihre früheren Untertanen zurückkehrten und Rechte in Anspruch nähmen, nachdem sie früher ihre Pflichten verletzt hatten.
Mit Inkrafttreten des RuStAG am 1. Januar 1914 erlahmte das amerikanische Interesse an einer Revision der Verträge, denn in Deutschland hatte sich die Rechtslage geändert. Die Regelung des § 21 StAG 1870, wonach eine fünf- bzw. zehnjährige Abwesenheit vom Reich den Verlust der Staatsangehörigkeit des deutschen Gliedstaats bedeutete, wurde abgeschafft. Stattdessen sah der neue § 25 RuStAG vor, dass ein deutscher Staatsangehöriger, wenn er nicht zuvor eine Beibehaltungsgenehmigung erhalten hatte, mit der Einbürgerung in einen anderen Staatsverband seine deutsche Staatsangehörigkeit sofort verlor. Das entsprach im Prinzip der Regelung für die amerikanische Staatsangehörigkeit seit dem Expatriation Act von 1907. Das Nebeneinander zweier Staatsangehörigkeiten, das Anlass für den Abschluss der Bancroft-Verträge war, konnte nur noch ausnahmsweise eintreten. Die deutschen Bancroft-Verträge verloren an Bedeutung.

## Vereinbarkeit der Bancroft-Verträge mit der amerikanischen Verfassung
Das mit den Bancroft-Verträgen verfolgte Ziel, Mehrstaatigkeit zu vermeiden, beherrschte bis Anfang der 1920er Jahre die amerikanische Innenpolitik. Naturalisierte Einwanderer sollten nicht nur ausschließliche US-Bürger sein; umgekehrt sollten US-Bürger, die sich von den Vereinigten Staaten entfernt hatten, ihre US-Staatsangehörigkeit verlieren, selbst wenn sie dadurch staatenlos wurden. Die Strenge dieses Konzepts wurde jedoch durch die sich wandelnde Rechtsprechung des Obersten Gerichtshofs der USA, aber auch durch neuere Völkerrechtsprinzipien, z. B. das Gebot der Vermeidung von Staatenlosigkeit, aufgeweicht. 1980 erschienen die Bancroft-Verträge schließlich nicht länger durchsetzbar.
Im Expatriation Act von 1868 wurde nicht nur das Recht der Amerikaner anerkannt, ihre bisherige Staatsangehörigkeit abzulegen und eine andere zu erwerben. Die USA erwarteten von ihren Bürgern ebenso, im Falle des Erwerbs einer anderen Staatsangehörigkeit ihre US-Staatsangehörigkeit aufzugeben. Es gab damals jedoch etliche Personen, die sich den Verpflichtungen der Staatsbürgerschaft entzogen, indem sie anderswo lebten, dann aber die Staatsangehörigkeit des Herkunftsstaates beanspruchten, wenn es ihren privaten Interessen gerade förderlich war. Die US-Verwaltungspraxis tendierte deshalb dazu, innerstaatlich nicht nur ein Recht anzunehmen, die Staatsangehörigkeit aufzugeben, sondern auch eine Pflicht hierzu denjenigen abzuverlangen, die Umstände herbeiführten, die beide Nationen in Konflikt bringen konnten.

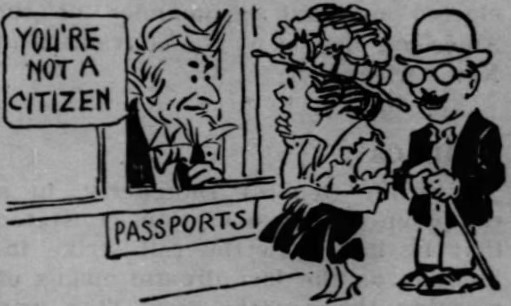
Überraschung bei der Passbehörde. Cartoon von 1907

Auch jenseits des Geltungsbereichs der Bancroft-Verträge wurde eingebürgerten US-Bürgern, die für längere Zeit in ihr Heimatland zurückkehrten, systematisch mitgeteilt, dass sie dadurch ihre US-Staatsangehörigkeit verloren hätten. Das US-Außenministerium behandelte auch die Einbürgerung in einem anderen Land als Auslöser für den automatischen Verlust der US-Staatsbürgerschaft. Das Gleiche galt für diejenigen, die einen Eid auf eine fremde Regierung ablegten, was bedeutete, dass fast jeder, der ein öffentliches Amt in einem anderen Staat übernahm oder in einem fremden Militär diente, die amerikanische Staatsangehörigkeit verlor.
Die Verwaltungspraxis wurde durch den Expatriation Act des Kongresses im Jahre 1907 nachträglich gedeckt. Der Verlust der Staatsbürgerschaft hing nun vom konkludenten Verhalten des Einzelnen ab – zum Beispiel der Einbürgerung in einem anderen Land oder einem längeren Auslandsaufenthalt – und nicht mehr von einer ausdrücklichen Erklärung, die US-Staatsbürgerschaft aufzugeben. Der Kongress beschloss jedoch auch, einen neuen Grund für den Verlust der Staatsangehörigkeit einzuführen: Amerikanische Frauen, die ausländische Männer heirateten, sollten ihre US-Staatsbürgerschaft sofort verlieren, obwohl sie dadurch nicht immer auch die Staatsangehörigkeit ihres Ehemannes erwarben und durch die Eheschließung zuweilen staatenlos wurden. Das Ziel des Gesetzes war es, eine eventuelle doppelte Staatsbürgerschaft für die Frau und die gemeinsamen Kinder zu verhindern. Entsprechende Regelungen führten auch andere Länder, 1913 z. B. Deutschland, ein.

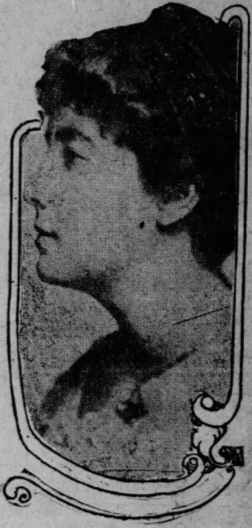
Ethel Mackenzie um 1913

Als Ethel Mackenzie, eine führende Frauenwahlrechtlerin, versuchte, sich im Rahmen eines neuen kalifornischen Gesetzes aus dem Jahr 1911, das das Wahlrecht auf Frauen ausdehnte, 1913 als Wählerin registrieren zu lassen, wurde ihr dies mit der Begründung versagt, sie habe aufgrund ihrer Heirat mit dem schottischen Tenor Mackenzie Gordon die US-Staatsbürgerschaft verloren. Sie bekämpfte den Expatriation Act bis zum Obersten Gerichtshof und machte geltend, dass der Kongress nicht befugt sei, ihr die Staatsbürgerschaft ohne ihre Zustimmung zu entziehen. In der Rechtssache Mackenzie v. Hare hatten die Richter im Jahre 1915 noch wenig Bedenken, ihre Klage abzuweisen. Der Supreme Court betrachtete ein Ehepaar als eine einheitliche Rechtspersönlichkeit, die durch den Ehemann vertreten werde. Außerdem sei Mackenzies Entscheidung, einen Ausländer zu heiraten, gleichbedeutend mit einer freiwilligen Ausbürgerung (tantamount to voluntary expatriation).
Zum Entstehen von Mehrstaatigkeit, die mit den Bancroft-Verträgen eigentlich begrenzt werden sollte, trugen die Amerikaner aber selbst aktiv bei. Mit dem 14. Zusatzartikel zur Verfassung der Vereinigten Staaten wurde 1868 das jus soli in der amerikanischen Verfassung verankert: Wer auf amerikanischem Boden geboren wurde, war US-Bürger. Die meisten europäischen Staaten – sie waren die Hauptquelle der amerikanischen Einwanderung im 19. Jahrhundert – folgten aber dem jus sanguinis, dem Recht des Blutes, wonach die Staatsbürgerschaft von der Abstammung und nicht vom Geburtsort abhängt. Dies führte häufig zu einer doppelten Staatsangehörigkeit der Einwandererkinder.
Das US-Außenministerium verlangte in Übereinstimmung mit der Praxis anderer Staaten, dass Kinder, die mit einer doppelten Staatsangehörigkeit geboren wurden, sich bei Erreichen der Volljährigkeit für die eine oder die andere entscheiden mussten. Dies konnte auch konkludent geschehen: Nahm ein 21-jähriger Doppelbürger seinen Wohnsitz für einen längeren Zeitraum im Land seiner zweiten Staatsangehörigkeit, war dies bereits für die Annahme ausreichend, er habe die Staatsbürgerschaft des anderen Landes gewählt. Die US-Diplomaten boten keinen Schutz mehr, und die Person hatte keine Chance, einen US-Pass zu erhalten.
Fünf Jahre nach dem Urteil des Obersten Gerichtshofs von 1915 hatten die Suffragistinnen die Ratifizierung des 19. Zusatzartikels zur Verfassung der Vereinigten Staaten und damit die Einführung des Frauenwahlrechts auf Bundesebene erreicht. Nun setzten sie sich dafür ein, auch ihre verlorene Staatsbürgerschaft infolge Eheschließung mit einem Ausländer wiederzuerlangen. Mit dem Cable Act – auch Married Women's Independent Nationality Act – von 1922 wurde der Expatriation Act von 1907 teilweise wieder aufgehoben. Seitdem konnten amerikanische Frauen, die ausländische Männer geheiratet und dadurch ihre US-Staatsangehörigkeit verloren hatten, einen Antrag auf Einbürgerung stellen. Im Bewilligungsfall erhielten sie ihre bisherige US-Staatsangehörigkeit zurück und waren oft Doppelstaaterinnen.
1952 kam es zu einem zweiten Schritt, Mehrstaatigkeit hinzunehmen. In der Rechtssache Mandoli v. Acheson entschied der Oberste Gerichtshof, dass es für das administrative Verlangen, ein gebürtiger Doppelstaater müsse sich mit Vollendung seines 21. Lebensjahrs für eine der beiden Staatsangehörigkeiten entscheiden, keine Rechtsgrundlage gäbe. Damit war die Wahlpflicht von Doppelstaatern beseitigt; ein Doppelstaater behielt beide Staatsangehörigkeiten auf Lebenszeit und gab sie ggf. an seine Abkömmlinge weiter.
Die Richter des Obersten Gerichtshofs hatten dabei weniger die gewollte Hinnahme von Mehrstaatigkeit vor Augen als mehr die Vermeidung eines Schicksals, das viele von ihnen für zu hart hielten: die unfreiwillige Aberkennung der US-Staatsbürgerschaft.
Am 10. Juni 1957 erging eine wichtige Entscheidung zur Frage, ob von den Vereinigten Staaten abgeschlossene Verträge mit dem Ausland den Bindungen der Verfassung unterlägen. In der Rechtssache Reid v. Covert entschied der Gerichtshof, dass kein Abkommen mit einer fremden Nation dem Kongress oder einem anderen Teil der Regierung Befugnisse übertragen könne, die frei von den Beschränkungen der Verfassung seien. Mit dieser Entscheidung wurde deutlich, dass die Bancroft-Verträge keinen Sonderstatus genossen, sondern wie jedes andere nationale Gesetz der USA in Einklang mit der US-Verfassung stehen mussten und die bereits ergangenen Urteile des Supreme Courts auf sie anwendbar waren.
Drei weitere Fälle vor dem Obersten Gerichtshof im Jahre 1958 läuteten den Anfang vom Ende des unfreiwilligen Staatsangehörigkeitsentzugs ein. In der Rechtssache Trop v. Dulles entschied der Gerichtshof, dass der Entzug der Staatsbürgerschaft eines Militärdeserteurs eine grausame und ungewöhnliche Bestrafung darstelle (it is penal in nature and prescribes a „cruel and unusual“ punishment) und daher verfassungswidrig sei. Am selben Tag hob er in der Rechtssache Nishikawa v. Dulles die Ausbürgerung eines Doppelbürgers auf, der im Zweiten Weltkrieg auf Seiten Japans gekämpft hatte. Da die Staatsbürgerschaft so wertvoll sei, entschied der Gerichtshof, dass Nishikawa eine neue Anhörung erhalten sollte, bei der die Regierung beweisen musste, dass sein ausländischer Militärdienst nicht erzwungen war. Der dritte Fall des Tages, die Rechtssache Perez v. Brownell, sendete jedoch ein anderes Signal: Perez war in den Vereinigten Staaten geboren, lebte aber die meiste Zeit seines Lebens in Mexiko, dem Land, dessen Staatsangehörigkeit seine Eltern besaßen. Als doppelter Staatsbürger nahm er an den mexikanischen Wahlen teil. Doch 1940 hatte der Kongress die Liste der ausländerfeindlichen Handlungen um die Teilnahme an einer Wahl im Ausland erweitert. Der Supreme Court entschied, dass der Kongress im Rahmen seiner weit reichenden Befugnisse im Bereich der auswärtigen Beziehungen befugt war, die Folgen einer amerikanischen Beteiligung an ausländischen Wahlen zu regeln. Für die Verfassungsmäßigkeit des Gesetzes genüge ein vernünftiger Grund. Dieser liege vorliegend darin, dass es „potenziell peinlich für die amerikanische Regierung [sei] und die Möglichkeit [berge], dieses Land in Streitigkeiten mit anderen Nationen zu verwickeln“ (potentially embarrassing to the American Government and pregnant with the possibility of embroiling this country in disputes with other nations), wenn ein US-Bürger an den Wahlen eines anderen Landes teilnehme. Hinweise darauf, dass irgendeine Nation jemals Einwände gegen eine solche Stimmabgabe erhoben hätte oder Hinweise darauf, dass andere Staaten vergleichbare Regelungen in ihre Staatsangehörigkeitsgesetze aufgenommen hätten, gab es keine, weshalb das Urteil in der Literatur keine Zustimmung fand.

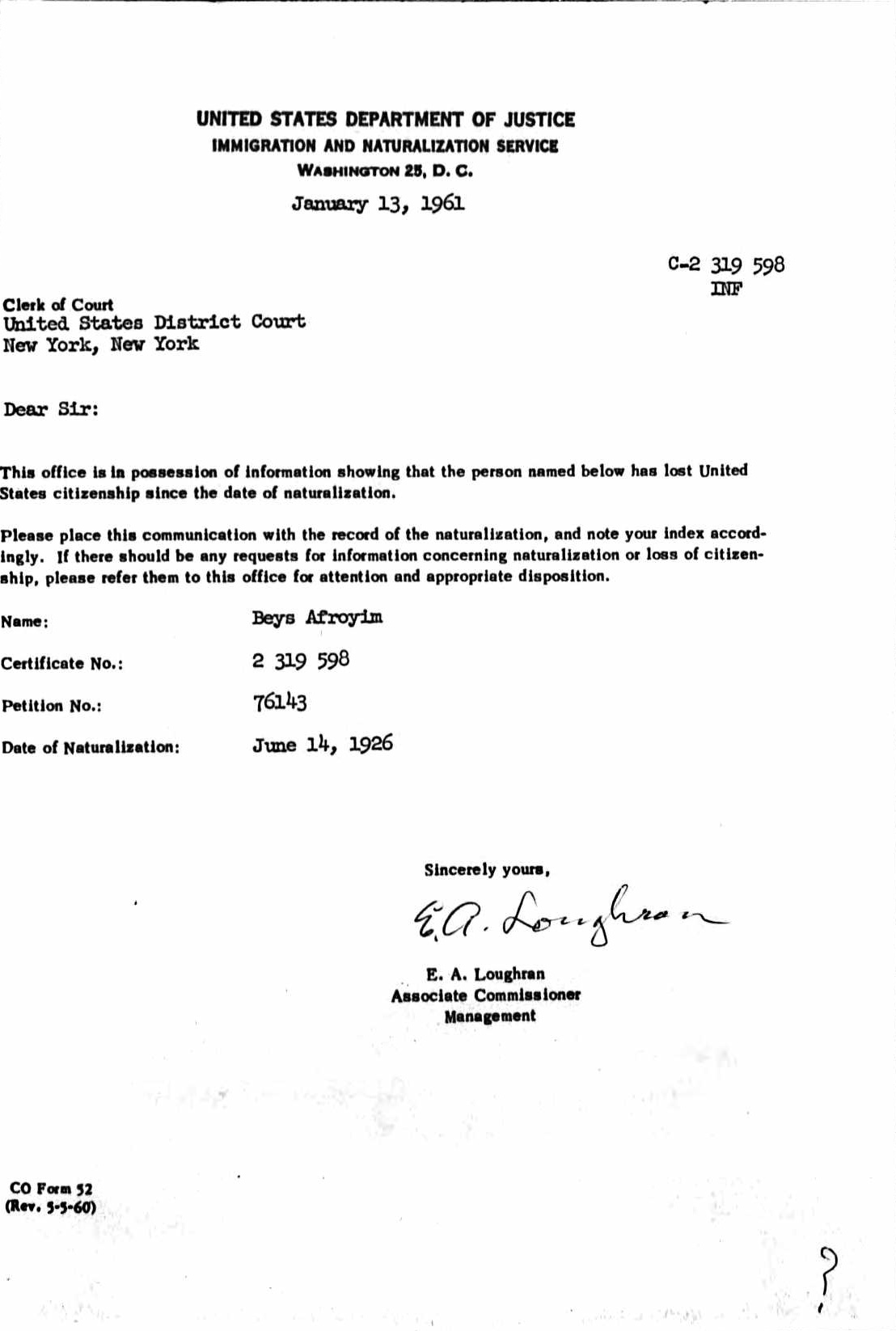
Schreiben der Einwanderungsbehörde an Bey Afroyim über den Verlust seiner Staatsangehörigkeit

1964 erklärte der Oberste Gerichtshof in der Rechtssache Schneider v. Rusk einen Abschnitt des Immigration and Nationality Act von 1952 (auch McCarran-Walter Act) für ungültig, der eingebürgerten Amerikanern nach dreijährigem ununterbrochenem Aufenthalt in ihrem Herkunftsland die Staatsbürgerschaft entzog. Damit war zugleich die Frage nach der Gültigkeit der in den Bancroft-Verträgen enthaltenen Parallel-Klausel aufgeworfen, wonach naturalisierte Bürger, die in ihr Heimatland zurückgekehrt waren und dort länger als zwei Jahre verblieben, ihre US-Staatsbürgerschaft verloren.
Im Verfahren Afroyim v. Rusk entschied der Oberste Gerichtshof 1967, an dem Urteil in der Rechtssache Perez v. Brownell aus dem Jahre 1958 nicht mehr festzuhalten. Afroyim war ein angesehener Künstler aus New York, der – ähnlich wie Perez seinerzeit in Mexiko – an einer israelischen Wahl teilgenommen hatte. Der Gerichtshof erkannte nun, dass sich der Erwerb der Staatsangehörigkeit allein nach dem 14. Zusatzartikel zur Verfassung richte, wonach alle Personen, die in den Vereinigten Staaten geboren oder eingebürgert worden seien und deren Rechtsprechung unterlägen, Bürger der Vereinigten Staaten seien. Diese Formulierung belasse dem Kongress keinen Raum, die Staatsangehörigkeit dem Bürger ohne dessen Zustimmung wieder zu entziehen.
Die mit 5:4 Stimmen nur knapp ergangene Entscheidung wurde durch das einstimmig ergangene Urteil des Supreme Courts in der Rechtssache Vance v. Terrazas am 15. Januar 1980 bestätigt und gefestigt. Darin entschied der Gerichtshof, dass die Staatsbürgerschaft nur dann verloren gehen könne, wenn die Person eine Auswanderungshandlung mit der ausdrücklichen Absicht begehe, ihre US-Staatsbürgerschaft aufzugeben. Damit erfuhr das gleich lautende Vorbringen von Ethel Mackenzie im Jahre 1915 – 65 Jahre zuvor – eine späte Würdigung.
Die Bancroft-Verträge wurden durch den Supreme Court auf ihre Vereinbarkeit mit der amerikanischen Verfassung nicht überprüft. Die Vielzahl der Entscheidungen, in denen der unfreiwillige Verlust der US-Staatsangehörigkeit im Laufe der Jahre als verfassungswidrig angesehen wurde, ließ jedoch erwarten, dass der Verlusttatbestand der Bancroft-Verträge einer verfassungsgerichtlichen Überprüfung nicht standhalten würde.

## Ende der Bancroft-Verträge
Nach der Entscheidung des Supreme Courts im Januar 1980 setzte ein Umdenken in der amerikanischen Innenpolitik ein. Die Vereinigten Staaten wollten von den Bancroft-Verträgen, deren Initiator sie einst waren, Abstand nehmen.
Eine Kündigung der mit den deutschen Staaten und mit Österreich-Ungarn geschlossenen Verträge war dazu nicht erforderlich. Sie waren bereits aufgrund allgemeinen Völkerrechts mit dem Eintritt der Vereinigten Staaten in den Ersten Weltkrieg im Jahre 1917 erloschen und wurden nach dem Krieg – was im Falle Deutschlands möglich gewesen wäre – von amerikanischer Seite nicht wiederbelebt.
Die übrigen Verträge wurden teilweise von den Vertragspartnern der USA, die weitaus meisten aber von den Vereinigten Staaten selbst gekündigt oder sonst auf ihr Betreiben einvernehmlich aufgehoben.
Während der Amtszeit von Präsident Jimmy Carter kündigten die USA in Absprache mit dem Senatsausschuss für Auswärtige Angelegenheiten 1980 alle Verträge, die noch in Kraft waren, zunächst noch mit Ausnahme der Verträge mit Albanien, Bulgarien und der Tschechoslowakei.
Der Vertrag mit Albanien wurde 1991 beendet, als Albanien und die Vereinigten Staaten am Ende des Kalten Krieges ihre diplomatischen Beziehungen wiederaufnahmen.
Der Vertrag mit der Tschechischen Republik und der Slowakischen Republik als Nachfolgestaaten der ehemaligen Tschechoslowakei wurde 1996 bzw. 1997 durch Notenaustausch einvernehmlich aufgehoben.
In den Jahren der Präsidentschaft Barack Obamas wurde der letzte noch bestehende Vertrag mit Bulgarien beendet.

## Übersicht der Bancroft-Verträge nach Staaten
| Land | Tag und Ort des Vertragsschlusses | Inkrafttreten      | Außerkrafttreten                                     | Bemerkungen |
| --- | --------------------------------- | ------------------ | ---------------------------------------------------- | --- |
| Norddeutscher Bund | 22. Februar 1868 in Berlin        | 9. Mai 1868        | 6. April 1917                                        | Der Vertrag galt ab Reichsgründung (1871) für den Bereich des Norddeutschen Bunds fort. Er wurde am 6. April 1917 mit der Kriegserklärung der USA an das Deutsche Reich kraft allgemeinen Völkerrechts aufgehoben und nach dem 1. Weltkrieg nicht erneut in Kraft gesetzt. |
| Bayern | 26. Mai 1868 in München           | 18. September 1868 | 6. April 1917                                        | Der Vertrag galt ab Reichsgründung (1871) für den Bereich des Königreichs Bayern fort. Er wurde am 6. April 1917 mit der Kriegserklärung der USA an das Deutsche Reich kraft allgemeinen Völkerrechts aufgehoben und nach dem 1. Weltkrieg nicht erneut in Kraft gesetzt. |
| Mexiko | 10. Juli 1868 in Washington, D.C. | 1. Februar 1869    | 11. Februar 1882                                     | Gekündigt durch Mexiko am 15. Februar 1881. |
| Baden | 19. Juli 1868 in Karlsruhe        | 7. Dezember 1869   | 6. April 1917                                        | Der Vertrag galt ab Reichsgründung (1871) für den Bereich des Großherzogtums Baden fort. Er wurde am 6. April 1917 mit der Kriegserklärung der Vereinigten Staaten an das Deutsche Reich kraft allgemeinen Völkerrechts aufgehoben und nach dem 1. Weltkrieg von den USA nicht erneut in Kraft gesetzt. |
| Württemberg | 27. Juli 1868 in Stuttgart        | 17. August 1869    | 6. April 1917                                        | Der Vertrag galt ab Reichsgründung (1871) für den Bereich des Königreichs Württemberg fort. Er wurde am 6. April 1917 mit der Kriegserklärung der Vereinigten Staaten an das Deutsche Reich kraft allgemeinen Völkerrechts aufgehoben und nach dem 1. Weltkrieg von den USA nicht erneut in Kraft gesetzt. |
| Hessen | 1. August 1868 in Darmstadt       | 23. Juli 1869      | 6. April 1917                                        | Der Vertrag galt ab Reichsgründung (1871) für den Bereich des Großherzogtums Hessen mit Ausnahme der Gebiete, die zum Norddeutschen Bund gehörten, fort. Er wurde am 6. April 1917 mit der Kriegserklärung der Vereinigten Staaten an das Deutsche Reich kraft allgemeinen Völkerrechts aufgehoben und nach dem 1. Weltkrieg von den USA nicht erneut in Kraft gesetzt. |
| Belgien | 16. November 1868 in Brüssel      | 10. Juli 1869      | 20. Oktober 1981                                     | Gekündigt durch die USA am 20. Oktober 1980. |
| Schwedisch-Norwegische Union | 26. Mai 1869 in Stockholm         | 14. Juni 1871      | 3. Oktober 1981                                      | Gekündigt durch die USA am 3. Oktober 1980. |
| Vereinigtes Königreich | 13. Mai 1870 in London            | 10. August 1870    | 15. Dezember 1954                                    | Gekündigt durch das Vereinigte Königreich am 15. Dezember 1953. |
| Österreich-Ungarn | 20. September 1870 in Wien        | 14. Juli 1871      | 7. Dezember 1917                                     | Der Vertrag wurde am 7. Dezember 1917 mit der Kriegserklärung der USA an Österreich-Ungarn kraft allgemeinen Völkerrechts aufgehoben und nach dem 1. Weltkrieg nicht erneut in Kraft gesetzt. |
| Ecuador | 6. Mai 1872 in Washington, D.C.   | 6. November 1873   | 25. August 1892                                      | Gekündigt durch Ecuador am 17. Juli 1891. |
| Dänemark | 20. Juli 1872 in Kopenhagen       | 14. März 1873      | 3. Oktober 1981                                      | Gekündigt durch die USA am 3. Oktober 1980. |
| Haiti | 22. März 1902 in Washington, D.C. | 19. März 1904      | 20. Oktober 1981                                     | Gekündigt durch die USA am 20. Oktober 1980. |
| Panamerikanische Konferenz (1906); Teilnehmer waren Argentinien Bolivien Brasilien Chile Costa Rica Ecuador El Salvador Guatemala Honduras Kolumbien Kuba Mexiko Nicaragua Panama Paraguay Peru Uruguay und Vereinigte Staaten | 13. August 1906 in Rio de Janeiro | 25. Mai 1908       | siehe nächstes Feld                                  | Bezeichnung des Übereinkommens englisch Convention Establishing the Status of Naturalized Citizens Who Again Take Up Their Residence in the Country of Their Origin deutsch (informelle Übersetzung) Übereinkommen über die Rechtsstellung der eingebürgerten Staatsangehörigen, die ihren Wohnsitz wieder in ihrem Herkunftsland nehmen Geltungsdauer Die Konvention blieb mit Argentinien, Chile, Costa Rica, Ecuador, El Salvador, Honduras, Kolumbien, Nicaragua und Panama (9 Staaten) in Kraft. Bolivien, Brasilien, Guatemala, Kuba, Mexiko, Paraguay, Peru und Uruguay (8 Staaten) haben die Konvention gekündigt (Zeitpunkt unbekannt). Die USA kündigten die Konvention für sich am 20. Oktober 1980 mit Wirkung zum 20. Oktober 1981. |
| Peru | 15. Oktober 1907 in Lima          | 23. Juli 1909      | 24. Oktober 1981                                     | Gekündigt durch die USA am 24. Oktober 1980. |
| El Salvador | 14. März 1908 in San Salvador     | 20. Juli 1908      | 20. Oktober 1981                                     | Gekündigt durch die USA am 20. Oktober 1980. |
| Brasilien | 27. April 1908 in Rio de Janeiro  | 28. Februar 1910   | 14. Dezember 1951                                    | Gekündigt durch Brasilien am 13. Dezember 1950. |
| Portugal | 7. Mai 1908 in Washington, D.C.   | 14. November 1908  | 20. April 1981                                       | Gekündigt durch die USA am 20. Oktober 1980. |
| Honduras | 23. Juni 1908 in Tegucigalpa      | 16. April 1909     | 20. Oktober 1981                                     | Gekündigt durch die USA am 20. Oktober 1980. |
| Uruguay | 10. August 1908 in Montevideo     | 14. Mai 1909       | 20. Oktober 1981                                     | Gekündigt durch die USA am 20. Oktober 1980. |
| Nicaragua | 7. Dezember 1908 in Managua       | 28. März 1912      | 24. Oktober 1981                                     | Gekündigt durch die USA am 24. Oktober 1980. |
| Costa Rica | 10. Juni 1911 in San José         | 9. Mai 1912        | 20. Oktober 1981                                     | Gekündigt durch die USA am 20. Oktober 1980. |
| Bulgarien | 23. November 1923 in Sofia        | 5. April 1924      | ca. 2014/2015                                        | Außer Kraft getreten am 13. Dezember 1941 mit der wechselseitigen Kriegserklärung; gemäß Art. 8 des Friedensvertrags von Paris vom 10. Februar 1947 wiederbelebt auf der Grundlage von Nr. 7 der Note des amerikanischen Gesandten in Sofia vom 8. März 1948; endgültig beendet in der Amtszeit von Präsident Barack Obama. |
| Tschechoslowakei | 16. Juli 1928 in Prag             | 14. November 1929  | 3. Mai 1996 (Slowakei); 20. August 1997 (Tschechien) | Für die Slowakei aufgehoben durch übereinstimmenden Notenwechsel vom 30. Mai 1996; für Tschechien aufgehoben durch übereinstimmende Noten vom 28. Juli 1997 und 20. August 1997. |
| Albanien | 5. April 1932 in Tirana           | 22. Juli 1935      | 15. März 1991                                        | Durch Entschließung Nr. 4 des Antifaschistischen Rats der Nationalen Befreiungsfront noch vor der Machtübernahme im November 1944 einseitig für ungültig erklärt. Einvernehmlich beendet gemäß Artikel III des Memorandum of Understanding vom 15. März 1991 betreffend die Wiederaufnahme diplomatischer Beziehungen zwischen den USA und Albanien. |
| Litauen | 18. Oktober 1937 in Kaunas        | 20. Juli 1938      | 24. Oktober 1981                                     | Gekündigt durch die USA am 24. Oktober 1980. |

## Nachbetrachtung
Die Bancroft-Verträge haben das seinerzeit bestehende völkerrechtliche Prinzip einer lebenslangen grundsätzlich unveränderlichen Staatsangehörigkeit durchbrochen. Die Verträge spiegelten die Überzeugung wider, dass der Einzelne und nicht der Souverän das Recht habe, seine staatsbürgerlichen Bindungen zu bestimmen. Sie waren ein früher und erfolgreicher Versuch, die doppelte Staatsangehörigkeit zu vermeiden oder zumindest ihre Folgen abzumildern. Insbesondere in der Frage des Militärdienstes konnten die Bancroft-Verträge die Probleme überwinden, die sich aus den widerstreitenden nationalen Gesetzen ergaben.
Die Hauptfunktion der Verträge – ausländische Regierungen daran zu hindern, eingebürgerten Amerikanern militärische Pflichten aufzuerlegen – wurde später größtenteils durch andere internationale Abkommen ersetzt, insbesondere durch das Protokoll über die Militärpflicht in bestimmten Fällen doppelter Staatsangehörigkeit von 1930, das in Art. 3 vorsieht, eingebürgerte Personen vom Militärdienst in ihren früheren Ländern zu befreien.
Nach dem Zweiten Weltkrieg fügten sich die Bancroft-Verträge immer weniger in den Zeitgeist einer beginnenden Revolution im Transport- und Kommunikationswesen ein. Seitdem war es Menschen verstärkt möglich, sich andernorts niederzulassen, dabei gleichwohl enge Bindungen zum Herkunftsland und zu den zurückgebliebenen Familienangehörigen aufrechtzuerhalten, während sie gleichzeitig enge Beziehungen zu ihrem neuen Heimatland entwickelten. Gemischt-nationale Ehen, aus denen Kinder hervorgingen, die zu beiden Herkunftsländern ihrer Eltern gleichwertige Beziehungen hatten, standen im unauflösbaren Widerspruch zum Dogma der Bancroft-Verträge, wonach nationale Loyalität unteilbar sei. Letztlich trug die sich wandelnde Rechtsprechung des Obersten Gerichtshofs dazu bei, den Bancroft-Verträgen ein Ende zu setzen.